# Mesterséges agy
A mesterséges agy (vagy mesterséges elme) az állati vagy emberi agyhoz hasonló kognitív képességekkel rendelkező szoftver és hardver.
A mesterséges agyakat és az agyi emulációt vizsgáló kutatások három fontos szerepet játszanak a tudományban:
1. Az idegtudósok és pszichológusok folyamatos kísérlete az emberi agy működésének megértésére, amit kognitív idegtudománynak neveznek.
2. A mesterséges intelligencia filozófiájának gondolatkísérlete, amely azt bizonyítja, hogy - legalábbis elméletben - lehetséges olyan gépet létrehozni, amely az ember összes képességével rendelkezik.
3. Egy hosszú távú projekt, amelynek célja olyan gépek létrehozása, amelyek viselkedése hasonló az összetett központi idegrendszerrel rendelkező állatokéhoz, mint például az emlősöké és különösen az embereké. A végső cél egy olyan gép létrehozása, amely emberhez hasonló viselkedést vagy intelligenciát mutat, néha erős mesterséges intelligenciának nevezik.

Az első célkitűzésre példa az angliai Birminghami Aston Egyetem projektje, ahol a kutatók biológiai sejtek segítségével "neurogömböket" (idegsejtek kis csoportjait) hoznak létre, hogy új kezeléseket fejlesszenek ki olyan betegségek kezelésére, mint az Alzheimer-kór, a motoros neuronok és a Parkinson-kór.
A második célkitűzés válasz az olyan érvekre, mint John Searle kínai szoba érve, Hubert Dreyfus mesterséges intelligenciával kapcsolatos kritikája vagy Roger Penrose érve A császár új elméje című könyvében. Ezek a kritikusok azzal érveltek, hogy az emberi tudatosságnak vagy szakértelemnek vannak olyan aspektusai, amelyeket nem lehet gépekkel szimulálni. Érveikre az egyik válasz az, hogy az agyban zajló biológiai folyamatok bármilyen pontossággal szimulálhatók. Ezt a választ Alan Turing már 1950-ben megfogalmazta "Computing Machinery and Intelligence" című klasszikus tanulmányában. 
A harmadik célt a kutatók általában mesterséges általános intelligenciának nevezik. Ray Kurzweil azonban az "erős mesterséges intelligencia" kifejezést részesíti előnyben. The Singularity is Near (A szingularitás közel van) című könyvében a mesterséges agyak megvalósításának megközelítéseként a hagyományos számítógépek segítségével történő teljes agyi emulációra összpontosít, és azt állítja (a számítógépek teljesítményének exponenciális növekedési trendjét folytatva), hogy ez 2025-re megvalósulhat. Henry Markram, a Blue Brain projekt igazgatója (amely az agy emulációjával próbálkozik) hasonló állítást tett (2020) az oxfordi TED-konferencián 2009-ben. Másrészt azonban az emberhez hasonló mesterséges rendszerek számítógépes szimulációja és az erős AI-hipotézis közötti kapcsolatot olyan tudósok, mint Antonio Lieto, rosszul felállítottnak és problematikusnak tartják, akik szerint "az agy és az elme mesterséges modelljei felhasználhatók a mentális jelenségek megértésére anélkül, hogy úgy tennének, mintha azok a modellezett valódi jelenségek lennének" (85. o.) (ahogyan azt viszont az erős AI-hipotézis feltételezi).

## Az agyszimuláció megközelítései

Becslések arról, hogy mennyi feldolgozási teljesítményre van szükség az emberi agy különböző szintű emulálásához (Ray Kurzweil, Anders Sandberg és Nick Bostrom), valamint a TOP500 leggyorsabb szuperszámítógépe évenként feltérképezve.

Bár az emberi agy közvetlen emulációja mesterséges neurális hálózatok segítségével egy nagy teljesítményű számítógéppel egy általánosan tárgyalt megközelítés, léteznek más megközelítések is. Egy alternatív mesterséges agy megvalósítása a holografikus neurális technológia (HNeT) nem lineáris fáziskoherencia/dekoherencia elvein alapulhat. A kvantumfolyamatokkal való analógia az alapvető szinaptikus algoritmuson keresztül történt, amely erős hasonlóságot mutat a kvantummechanikai hullámegyenlettel.
Az EvBrain egyfajta evolúciós szoftver, amely képes "agyszerű" neurális hálózatokat fejleszteni, mint például a közvetlenül a retina mögötti hálózat.
2008 novemberében az IBM 4,9 millió dolláros támogatást kapott a Pentagontól az intelligens számítógépek létrehozásának kutatására. A Blue Brain projekt az IBM lausanne-i közreműködésével zajlik. A projekt azon az előfeltevésen alapul, hogy harminc millió szinapszis megfelelő háromdimenziós helyzetbe helyezésével mesterségesen össze lehet kapcsolni a neuronokat "a számítógépben".
Az erős mesterséges intelligencia egyes hívei 2009-ben úgy spekuláltak, hogy a Blue Brain és a Soul Catcher kapcsán a számítógépek 2015 körül meghaladhatják az emberi szellemi kapacitást, és valószínűsíthető, hogy valamikor 2050 körül képesek leszünk letölteni az emberi agyat.
Bár a Blue Brain képes nagy léptékben ábrázolni az összetett idegi kapcsolatokat, a projekt nem éri el az agyi aktivitás és az agy által végrehajtott viselkedések közötti kapcsolatot. 2012-ben a Spaun projekt (Semantic Pointer Architecture Unified Network) az emberi agy több részét próbálta modellezni a neurális kapcsolatok nagyméretű reprezentációin keresztül, amelyek a leképezés mellett komplex viselkedéseket is generálnak.
Spaun tervei az emberi agy anatómiai elemeit idézik. A mintegy 2,5 millió neuronból álló modell többek között a vizuális és a motoros agykéreg jellemzőit, a GABAerg és dopaminerg kapcsolatokat, a ventrális tegmentális területet (VTA) és a substantia nigrát tartalmazza. A kialakítás nyolc feladatra reagálva több funkciót tesz lehetővé, gépelt vagy kézzel írt karakterek vizuális bemenetét és egy mechanikus kar által végrehajtott kimenetet használva. Spaun funkciói közé tartozik egy rajz másolása, képek felismerése és számolás.
Jó okunk van azt hinni, hogy a megvalósítási stratégiától függetlenül a közeljövőben megvalósuló mesterséges agyak megvalósítására vonatkozó előrejelzések optimisták, különösen az agyak (beleértve az emberi agyat is) és a megismerés jelenleg nem jól ismertek, és a szükséges számítások nagyságrendje ismeretlen. Egy másik közeljövőbeli korlát az, hogy az agyszimuláció minden jelenlegi megközelítése nagyságrendekkel nagyobb energiafogyasztást igényel az emberi agyhoz képest. Az emberi agy körülbelül 20 W energiát fogyaszt, míg a jelenlegi szuperszámítógépek akár 1 MW-ot is - azaz százezres nagyságrenddel többet.

## Mesterséges agy gondolatkísérlet
Az agyszimuláció egyes kritikusai úgy vélik, hogy egyszerűbb közvetlenül, a természet utánzása nélkül általános intelligens cselekvést létrehozni. Egyes kommentátorok azt az analógiát használták, hogy a repülőgépek megépítésére tett korai kísérletek madarakról mintázták azokat, de a modern repülőgépek nem hasonlítanak madarakra.

## Fordítás
Ez a szócikk részben vagy egészben  az   Artificial brain című angol Wikipédia-szócikk fordításán alapul.  Az eredeti cikk szerkesztőit annak laptörténete sorolja fel. Ez a jelzés csupán a megfogalmazás eredetét és a szerzői jogokat jelzi, nem szolgál a cikkben szereplő információk forrásmegjelöléseként.